# Ischiolepta hyalophora
Ischiolepta hyalophora är en tvåvingeart som beskrevs av William Russel Buck och Marshall 2002. Ischiolepta hyalophora ingår i släktet Ischiolepta och familjen hoppflugor.
Artens utbredningsområde är Costa Rica. Inga underarter finns listade i Catalogue of Life.